# Pulo Ie (Woyla)
Pulo Ie is een bestuurslaag in het regentschap Aceh Barat van de provincie Atjeh, Indonesië. Pulo Ie telt 125 inwoners (volkstelling 2010).